# Галар
Галар, Сендеа-де-Галар (ісп. Cendea de Galar) — муніципалітет в Іспанії, у складі автономної спільноти Наварра. Населення — 1628 осіб (2009).
Муніципалітет розташований на відстані близько 310 км на північний схід від Мадрида, 7 км на південь від Памплони.
На території муніципалітету розташовані такі населені пункти: (дані про населення за 2009 рік)
- Арлегі: 95 осіб
- Барбатайн: 19 осіб
- Кордовілья: 278 осіб
- Еспарса-де-Галар: 280 осіб
- Ескірос: 401 особа
- Галар: 125 осіб
- Олас-Субіса: 30 осіб
- Салінас-де-Памплона: 227 осіб
- Субіса: 173 особи

## Демографія
Шаблон:Демографія/ESP/Galar

## Галерея зображень

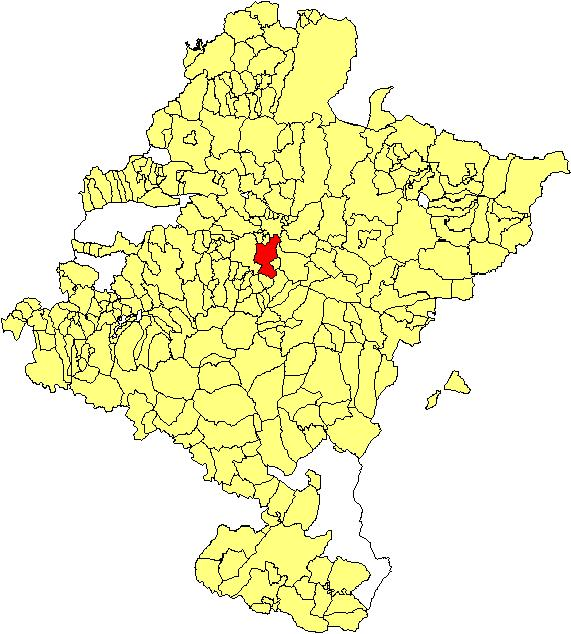
Розташування муніципалітету